# Nick Coster
Nick Coster (Alphen aan den Rijn, 24 september 1985) is een Nederlandse voormalig voetballer die doorgaans als middenvelder of verdediger speelde.

## Carrière
Coster begon in de jeugd te voetballen bij amateurclub Alphense Boys. Hier werd hij opgemerkt door betaaldvoetbalclub ADO Den Haag, dat hem in het seizoen 2000/2001 in de jeugdopleiding opnam. In de jeugd van ADO Den Haag heeft Coster deel uitgemaakt van diverse Nederlandse jeugdselecties. Coster maakte op 4 maart 2007 zijn debuut in het betaald voetbal. In de wedstrijd ADO Den Haag tegen Heracles Almelo, viel Coster in de 79ste minuut in voor Eljero Elia.
Coster kwam in de zomer van 2008 over van ADO Den Haag, waar hij geen basisspeler was, naar FC Dordrecht, waar hij eerst op amateurbasis kwam te spelen. In dienst van FC Dordrecht speelde hij in het seizoen 2008/2009 35 wedstrijden, waarin hij één keer scoorde. Kleine Coster maakte vooral na de winterstop van datzelfde seizoen een sterke indruk waarna FC Dordrecht zijn contract met 2 jaar verlengde tot de zomer van 2011. Wederom werd zijn contract met een jaar verlengd tot 2012. In de zomer van 2012 maakt Coster de overstap naar FC Volendam waar hij basisspeler was in het eerste team. In juni 2014 is Coster door RKC Waalwijk voor twee jaar ingelijfd. In 2016 verruilde hij RKC Waalwijk voor DOVO.

## Clubstatistieken
| Seizoen | Club         | Duels | Goals | Competitie     |
| ------- | ------------ | ----- | ----- | -------------- |
| 2006/07 | ADO Den Haag | 4     | 0     | Eredivisie     |
| 2007/08 | ADO Den Haag | 7     | 0     | Eerste divisie |
| 2008/09 | FC Dordrecht | 35    | 1     | Eerste divisie |
| 2009/10 | FC Dordrecht | 29    | 1     | Eerste divisie |
| 2010/11 | FC Dordrecht | 24    | 1     | Eerste divisie |
| 2011/12 | FC Dordrecht | 30    | 3     | Eerste divisie |
| 2012/13 | FC Volendam  | 33    | 0     | Eerste divisie |
| 2013/14 | FC Volendam  | 35    | 1     | Eerste divisie |
| 2014/15 | RKC Waalwijk | 36    | 2     | Eerste divisie |
| 2015/16 | RKC Waalwijk | 20    | 0     | Eerste divisie |
| Totaal  | Totaal       | 253   | 9     |                |

1. ↑  NICK COSTER Jeugd mannen onder 18, onsoranje.nl